# Wilhelm Siemieński-Lewicki
Wilhelm Stanisław Józef Siemieński-Lewicki (ur. 4 kwietnia 1827 w Pawłosiowie, zm. 17 sierpnia 1901 w Chorostkowie) – poseł do Sejmu Krajowego Galicji III i IV kadencji (1870–1882), c.k. szambelan i tajny radca, członek Izby Panów w Wiedniu, hrabia, ziemianin.

## Życiorys
Był synem Konstantego Siemieńskiego, właściciela dóbr w Galicji, c.k. szambelana i Olimpii Lewickiej (córka Józefa Kalasantego Lewickiego). W 1848 wstąpił do Gwardii Narodowej we Lwowie, pełnił funkcję sierżanta szwadronu kawalerii pod dowództwem Ludwika Jabłonowskiego, następnie komendanta szwadronu. W 1856 poślubił Zofię Lewicką, jedyną córkę Kajetana (brat ww. Olimpii), założyciela ordynacji chorostkowskiej. Po śmierci teścia otrzymał 7 grudnia 1869 zezwolenie cesarskie na połączenie swojego nazwiska z nazwiskiem żony, co dawało mu równocześnie prawa do ordynacji. Działalność polityczną rozpoczął 23 września 1871, gdy został wybrany na posła do Sejmu Krajowego w IV kurii obwodu Czortków, z okręgu wyborczego nr 10 Kopyczyńce-Husiatyn. Posłował do 1882, wcześniej 22 lutego 1869 otrzymał tytuł c.k. szambelana. Był dożywotnim członkiem Izby Panów w Radzie Państwa (od 19 grudnia 1872 do 17 sierpnia 1901). 24 czerwca 1880 został mianowany tajnym radcą. Od 1856 był członkiem Galicyjskiego Towarzystwa Gospodarskiego w okręgach podolskim i jarosławskim, gdzie w 1870 wszedł w skład rady powiatowej. W latach 1871–1877 był członkiem Rady Administracyjnej Galicyjskiego Towarzystwa Ubezpieczeń we Lwowie, w latach 1877–1881 członkiem Rady Nadzorczej Kolei Galicyjsko-Węgierskiej, w latach 1887–1901 prezesem Rady Nadzorczej Galicyjskiego Akcyjnego Banku Hipotecznego we Lwowie. W latach 1888–1896 był członkiem Komitetu do Spraw Chowu Koni w Galicji, jego konie brały często udział w lwowskich wyścigach zaprzęgów gdzie wzbudziły powszechny zachwyt. Oboje Siemieńscy-Lewiccy często bywali w Wiedniu, gdzie ich pojazdy uczestniczyły w konkursach i były wielokrotnie nagradzane.
Spośród odznaczeń posiadał austriackie Order Złotego Runa (1900) i Order Korony Żelaznej II kl. (1872), papieskie Order św. Grzegorza I kl. (1896) i Order Grobu Świętego I kl. (1885). Kawaler Honorowy Maltański (1854).